# Klaus Brueske
Klaus Brueske (* 14. September 1938 in Berlin; † 18. April 1962 ebenda) war ein Todesopfer an der Berliner Mauer. Er starb beim Versuch, die Sektorengrenze am Grenzübergang Heinrich-Heine-Straße mit einem Lkw zu durchbrechen.

## Leben
Zusammen mit acht Geschwistern wuchs er in Berlin-Friedrichshain auf. Beruflich war er nach einer abgebrochenen Maurerlehre als Kraftfahrer bei der AEG in West-Berlin tätig. Nach dem Mauerbau blieb er in Ost-Berlin und fand eine neue Anstellung als Kraftfahrer. Unzufrieden mit der Situation in der DDR begann er mit Freunden die Flucht aus der DDR zu planen. Sie beschlossen, mit einem LKW aus Brueskes Betrieb einen Grenzübergang zu durchbrechen.
Für einen angeblichen Umzug lieh Brueske sich am 17. April 1962 einen LKW in seinem Betrieb aus und belud ihn mit Sand. Gegen Abend traf er sich mit sechs Freunden, die mit fliehen wollten. In einer Kneipe tranken sie sich Mut an. Als sie sich zum LKW begeben wollten, sahen sie Volkspolizisten und trennten sich, um keine Aufmerksamkeit zu erregen. Beim späteren Treffen am LKW waren nur noch drei Fluchtwillige übrig. Klaus Brueske setzte sich ans Steuer, neben ihm nahm Lothar M. Platz. Peter G. legte sich auf die Ladefläche. Nach Mitternacht fuhren sie mit etwa 70 km/h auf den Grenzübergang zu und durchbrachen die ersten beiden Schlagbäume. Ein Grenzsoldat gab insgesamt 14 Schüsse auf das Fahrzeug ab, das erst hinter der Grenzlinie an einer Grundstücksmauer zum Stehen kam. Die verletzten Flüchtlinge wurden in das Krankenhaus am Urban gebracht. Dort wurde Brueskes Tod festgestellt. Eine Obduktion der Leiche ergab, dass er zwei nicht tödliche Schussverletzungen im Nacken erlitten hatte und im Sand erstickte, der durch den Aufprall auf die Grundstücksmauer von der Ladefläche ins Führerhaus gelangt war.

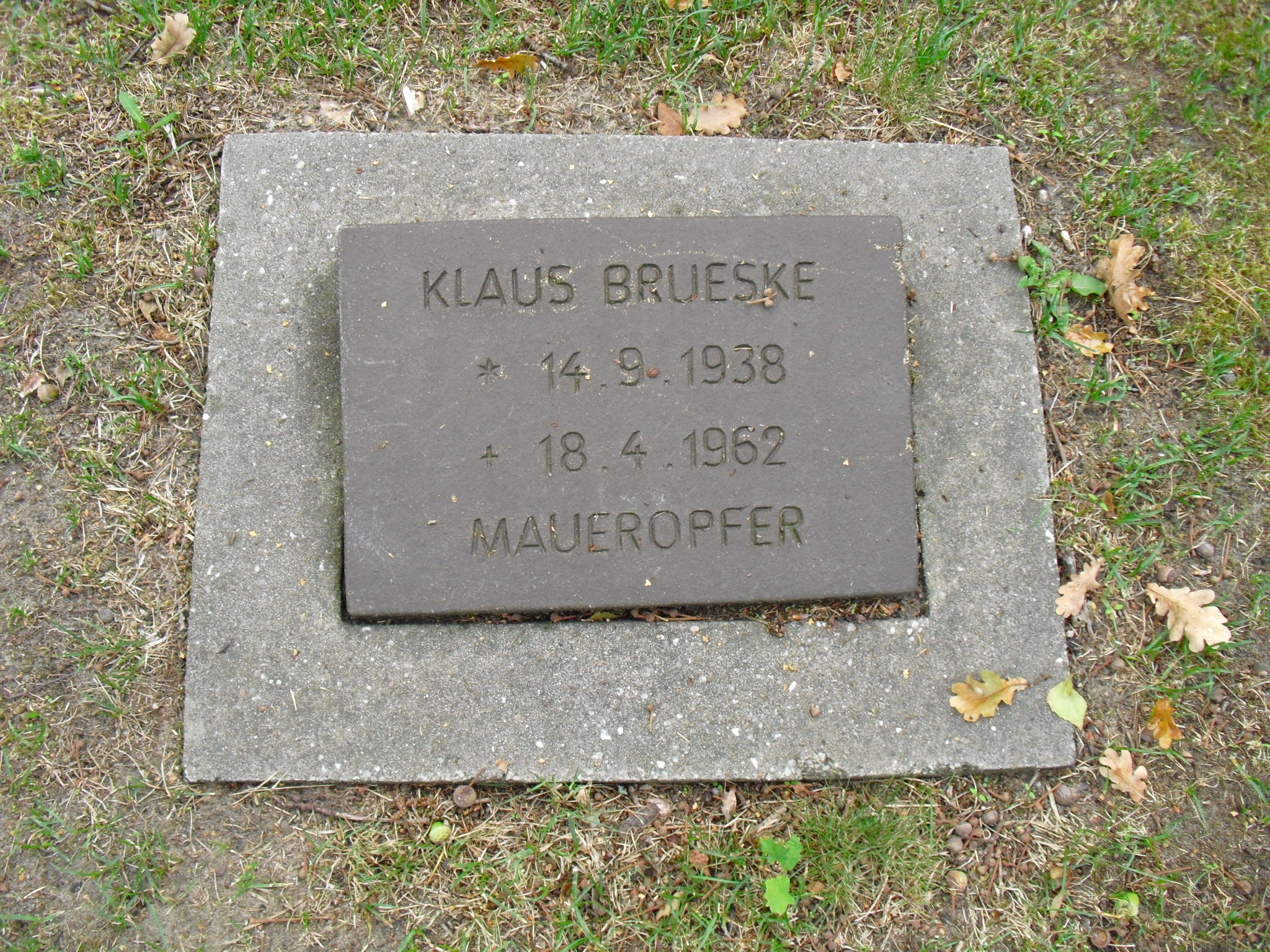
Gedenkstein für Klaus Brueske auf dem Friedhof Reinickendorf

Die Beerdigung fand auf dem West-Berliner Friedhof Berlin-Lübars statt. Die Arbeitsgemeinschaft 13. August stellte 1966 am Grenzübergang Heinrich-Heine-Straße ein Gedenkkreuz für ihn und den 1965 dort erschossenen Heinz Schöneberger auf.
Nach der deutschen Wiedervereinigung erhob die Staatsanwaltschaft Berlin Anklage vor dem Landgericht Berlin gegen den Grenzsoldaten, der die Schüsse abgegeben hatte. Das Gericht verurteilte ihn 1998 zu einer Freiheitsstrafe von 14 Monaten auf Bewährung, ein übliches Strafmaß in Mauerschützenprozessen.